# Coco Rocha
Pour les articles homonymes, voir Rocha (homonymie).
Coco Rocha, née Mikhaila Rocha le 10 septembre 1988 à Toronto, en Ontario, est un mannequin canadien.

## Biographie
Coco Rocha grandit à Vancouver, où elle se découvre une passion pour la danse irlandaise traditionnelle, qu'elle commencera tôt pour atteindre un niveau professionnel. Coco est remarquée à l'âge de quatorze ans, lors d'une compétition, hésite puis signe son premier contrat à quinze ans, pour rejoindre un peu plus tard la célèbre agence Elite.
En 2006, Coco Rocha pose pour la maison Dolce&Gabbana, photographiée par Steven Meisel. 
En septembre 2006, elle ouvre le défilé Jean Paul Gaultier d’inspiration écossaise, par une danse irlandaise très remarquée. 
En 2007, elle devient l'égérie du parfum Elle d'Yves Saint Laurent, et apparaît en couverture du Vogue américain de mai (qui a pour titre The World's Next Top Models) avec Doutzen Kroes, Caroline Trentini, Raquel Zimmermann, Sasha Pivovarova, Agyness Deyn, Lily Donaldson, Hilary Rhoda, Chanel Iman  et Jessica Stam.
En 2008, elle est photographiée par Patrick Demarchelier pour le calendrier Pirelli.
En 2009, elle est le visage du parfum CK One Summer de Calvin Klein.
Très active sur les réseaux sociaux, comme Twitter et Tumblr, elle lance avec son mari un portfolio en ligne, récapitulant l’intégralité de sa carrière. Coco Rocha fait aujourd'hui figure de personnalité sur les réseaux sociaux où elle accumule plusieurs centaines de milliers de fans. Elle anime quotidiennement son compte Instagram, et fut le premier mannequin à rejoindre la plateforme consacrée à la mode, Pose.
En août 2011, elle est choisie par Karl Lagerfeld pour être l’égérie de sa collection capsule, en collaboration avec les magasins Macy's. 
Coco ouvre ensuite les défilés Zac Posen, Giorgio Armani printemps-été 2012 à New York et Milan.
En novembre 2011, elle réalise une collection capsule avec Senhoa, une organisation qui a pour but de venir en aide aux survivants Cambodgiens des trafics humains. La collection comprend sept pièces dessinées par Coco Rocha et fait appel aux mannequins Iman Bowie, Caroline Trentini et Behati Prinsloo pour présenter sa ligne de bijoux.
Au cours de sa carrière, elle défile pour Marc Jacobs, Versace, Miu Miu, Anna Sui, Louis Vuitton, Lanvin, Balenciaga, Chanel ou encore Carolina Herrera.
Elle a également posé en couverture des magazines Vogue, Elle, Harper's Bazaar, Numéro, Madame Figaro, i-D et Flare (en).
En 2013, Coco Rocha pose pour la collection You should be dancing de Longchamp, avec Liisa Winkler (en).
La même année, elle est jurée du concours The Face, émission de télé-réalité dans laquelle elle affronte Naomi Campbell et Karolina Kurkova.
Elle est également l'une des personnalités à participer au dernier défilé de Jean-Paul Gaultier en janvier 2020 telles Mylène Farmer, Amanda Lear, Rossy de Palma, Dita von Teese et Estelle Lefébure,.

## Vie privée
Le 9 juin 2010, Coco Rocha épouse James Conran. En mars 2015, elle donne naissance à une fille prénommée Ioni James. Elle a ensuite un garçon en avril 2018, Iver Eames. En novembre 2020, elle met au monde sa seconde fille, Iley Ryn.